# Narses (filho de Perozes)

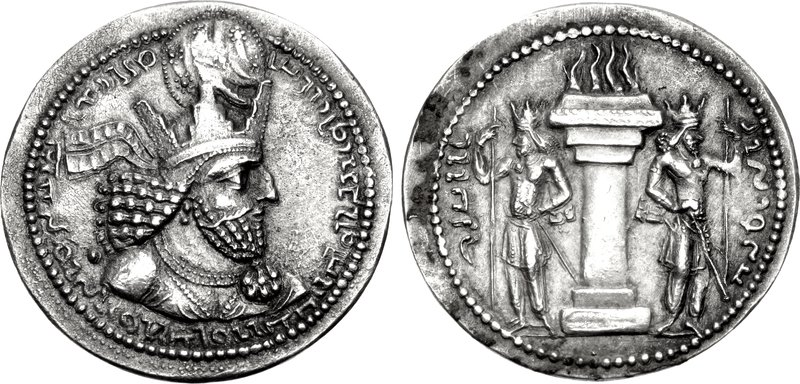
Dracma de Sapor cunhado ca. 240-244

Narses filho de Perozes (em persa médio: nrshy  ZY  BRBYTA  ZY  plywzkn; romaniz.: Narseh ī  wispuhr ī  Pērōzgan; em parta: nryshw BRBYTA  prgwzkn; em grego clássico: Ναρσαίου του εγ Βασιλέων Πηρωζιγαν; romaniz.: Narsaíou tou eg Basiléon Perozigan) foi um dignitário persa do século III, ativo durante o reinado do xá Sapor I (r. 240–270). É citado na lista de dignitários da inscrição Feitos do Divino Sapor na qual aparece em oitava posição.
Estava em quarto no grupo de cinco príncipes (BRBYTA, wispuhr) citados na lista, todos eles certamente membros da casa reinante, porém é impossível determinar apenas com tal inscrição quão próximo da linhagem principal ele estava. Apenas se sabe que era filho de Perozes, porém não é possível indicar quem, dentro os coetâneos homônimos, era seu pai. Podia ser filho de Perozes, irmão de Sapor I; Perozes, filho de Sapor de Mesena e neto de Sapor I; Perozes Carano; e o aspabides Perozes.